# De heer Vastenavond van As
De heer Vastenavond van As is een Belgische stripreeks die begonnen is in juni 2004 met Eric Liberge als schrijver en tekenaar.

## Albums
Alle albums zijn geschreven en getekend door Eric Liberge en uitgegeven door Dupuis.
1. Welkom!
2. De telescoop van Charon
3. Het land der tranen
4. Het opstandingsvaccin